# Stora Forsa
Stora Forsa är en by vid Forsaviken i nordöstra Vättern i Hammars socken i Askersunds kommun. 2015, men ej 2020, och  igen 2023 avgränsade SCB här en småort.